# Dactylogymnadenia klingeana
Dactylogymnadenia klingeana là một loài thực vật có hoa trong họ Lan. Loài này được (Asch. & Graebn.) Soó mô tả khoa học đầu tiên năm 1966.